# Antístenes de Esparta
Antístenes de Esparta (griego antiguo Ἀντισθένης, Antisthenes) fue un almirante espartano de la guerra del Peloponeso. En 412 a. C. se le confió el mando de un escuadrón para operar en la costa de Asia Menor y se le encargó suceder a Astíoco en caso de que los éforos decidieran privar a este del cargo. No vuelve a aparecer en las fuentes hasta 399 a. C. cuando junto con dos comisionados fue enviado a inspeccionar los asuntos de Asia Menor y a prorrogar el mando de Dercílidas durante un año más.